# Viscontea (ciclismo)
La Viscontea fu una squadra italiana di ciclismo su strada maschile fondata nel 1940 ed attiva fino al 1950.

## Storia
La Viscontea è stata una squadra con 10 anni di attività nel mondo del ciclismo su strada, che ha visto nelle proprio file ciclisti del calibro di Osvaldo Bailo, Aldo Bini, Serafino Biagioni, Cesare Del Cancia, Olimpio Bizzi, Fiorenzo Magni, Mario Ricci e Dante Rivola. Fra i successi più importanti ricordiamo 7 vittorie di tappa al Giro d'Italia, il Giro del Lazio 1942, il Giro di Romagna 1943 e la Tre Valli Varesine 1947.

## Cronistoria

### Annuario
| Anno | Codice | Nome            | Cat. | Biciclette | Dirigenza                                     |
| ---- | ------ | --------------- | ---- | ---------- | --------------------------------------------- |
| 1940 | -      | MVSN-Viscontea  | Pro  | Viscontea  |                                               |
| 1941 | -      | Viscontea       | Pro  | Viscontea  |                                               |
| 1942 | -      | Viscontea       | Pro  | Viscontea  |                                               |
| 1943 | -      | Viscontea       | Pro  | Viscontea  |                                               |
| 1944 | -      | Viscontea       | Pro  | Viscontea  |                                               |
| 1945 | -      | Viscontea       | Pro  | Viscontea  |                                               |
| 1946 | -      | Viscontea       | Pro  | Viscontea  | Dir. sportivi: Learco Guerra, Gaetano Belloni |
| 1947 | -      | Viscontea       | Pro  | Viscontea  | Dir. sportivi: Gaetano Belloni                |
| 1948 | -      | Viscontea       | Pro  | Viscontea  | Dir. sportivi: Gaetano Belloni                |
| 1949 | -      | Viscontea-Ursus | Pro  | Viscontea  | Dir. sportivi: Gaetano Belloni                |
| 1950 | -      | Viscontea-Ursus | Pro  | Viscontea  | Dir. sportivi: Gaetano Belloni                |

## Palmarès

### Grandi Giri
- Giro d'Italia

Partecipazioni: 5 (1946, 1947, 1948, 1949, 1950) 
Vittorie di tappa: 4
3 nel 1946: Elio Bertocchi (2), Olimpio Bizzi
2 nel 1947: Elio Bertocchi, Giovanni Corrieri
2 nel 1949: Serafino Biagioni, Mario Ricci
- Tour de France

Partecipazioni: 0
- Vuelta a España

Partecipazioni: 0